# カールスルーエ市電GT8-80C形電車
GT8-80C形は、かつてドイツ・カールスルーエの路面電車のカールスルーエ市電で使用されていた電車。鉄道規格で建設された路線への直通運転（カールスルーエ・シュタットバーン）で使用された、大型の3車体連接車であった。

## 概要
1983年から営業運転を開始した、鉄道規格の路線へ直通する系統向けに開発された2車体連接車のGT6-80C形を基に、輸送力増強を目的に導入された車両。角ばったデザインや片運転台・片方向型の車体構造、主要機器を始めとした基本的な構造はGT6-80C形に準拠していた一方、中間に全長10 mの車体が増設された3車体連接車となった事で収容力が増加した。
車種は製造当初から3車体連接車だったものとGT6-80C形に中間車体を増設した車両の2つが存在しており、前者は15両（551 - 555、561 - 570）、後者は25両（556 - 560、571 - 590）が存在した。また、初期に製造・改造された10両（551 - 560）については、屋根部にも窓を設置し展望性を向上させた他、冷房も搭載したパノラマ構造の中間車体が採用された。

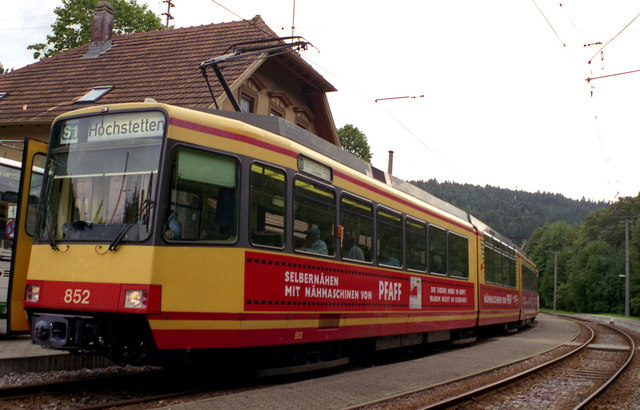
パノラマ車体を有した初期車両（852、1995年撮影）
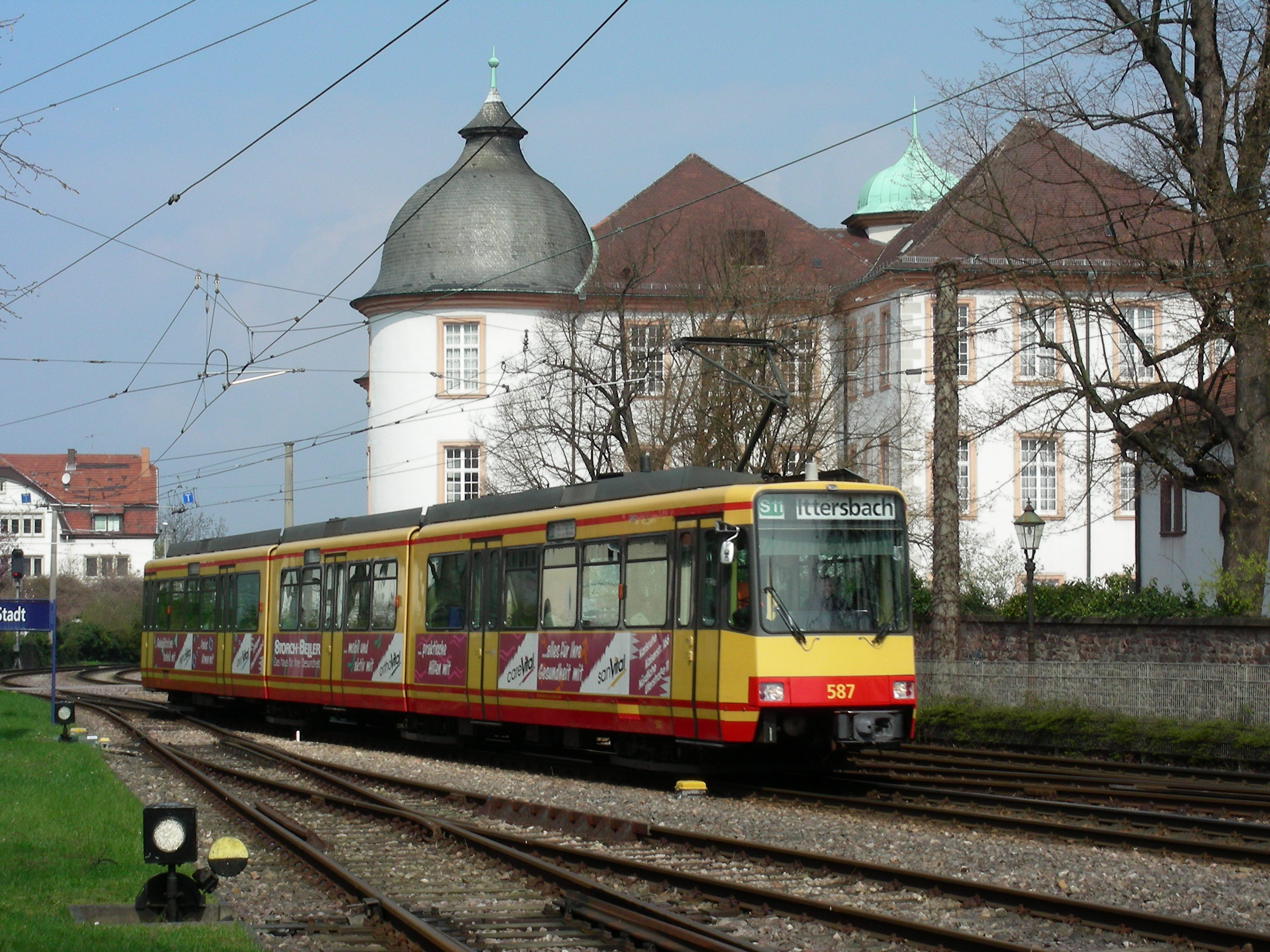
1991年以降の導入車両は中間車体が変更された（587、2006年撮影）

1989年から1991年にかけて新造車両が導入された他、1990年、1993年、1997年には前述したようにGT6-80C形を改造した車両が編入された。これらの車両は改造車も含めてデュッセルドルフのデュワグ製であった。以降はGT6-80C形と共に鉄道規格の路線へ直通する系統を中心に使用され、連結運転も行われたが、後継となる超低床電車の導入に伴い2010年代以降廃車が進行し、2022年時点でカールスルーエ市電に残存するのは動態保存車両の552のみとなっている。

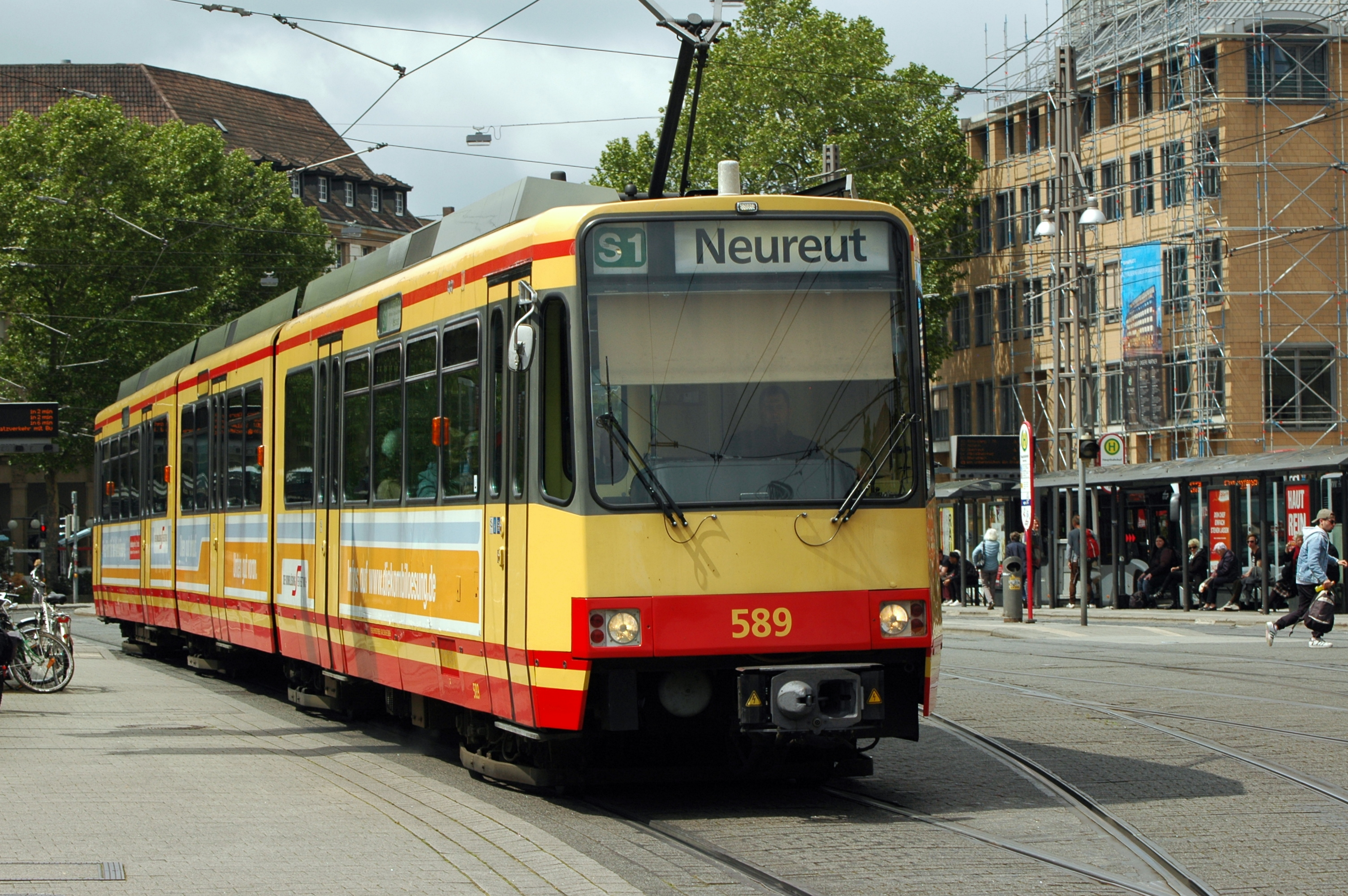
589（2019年撮影）
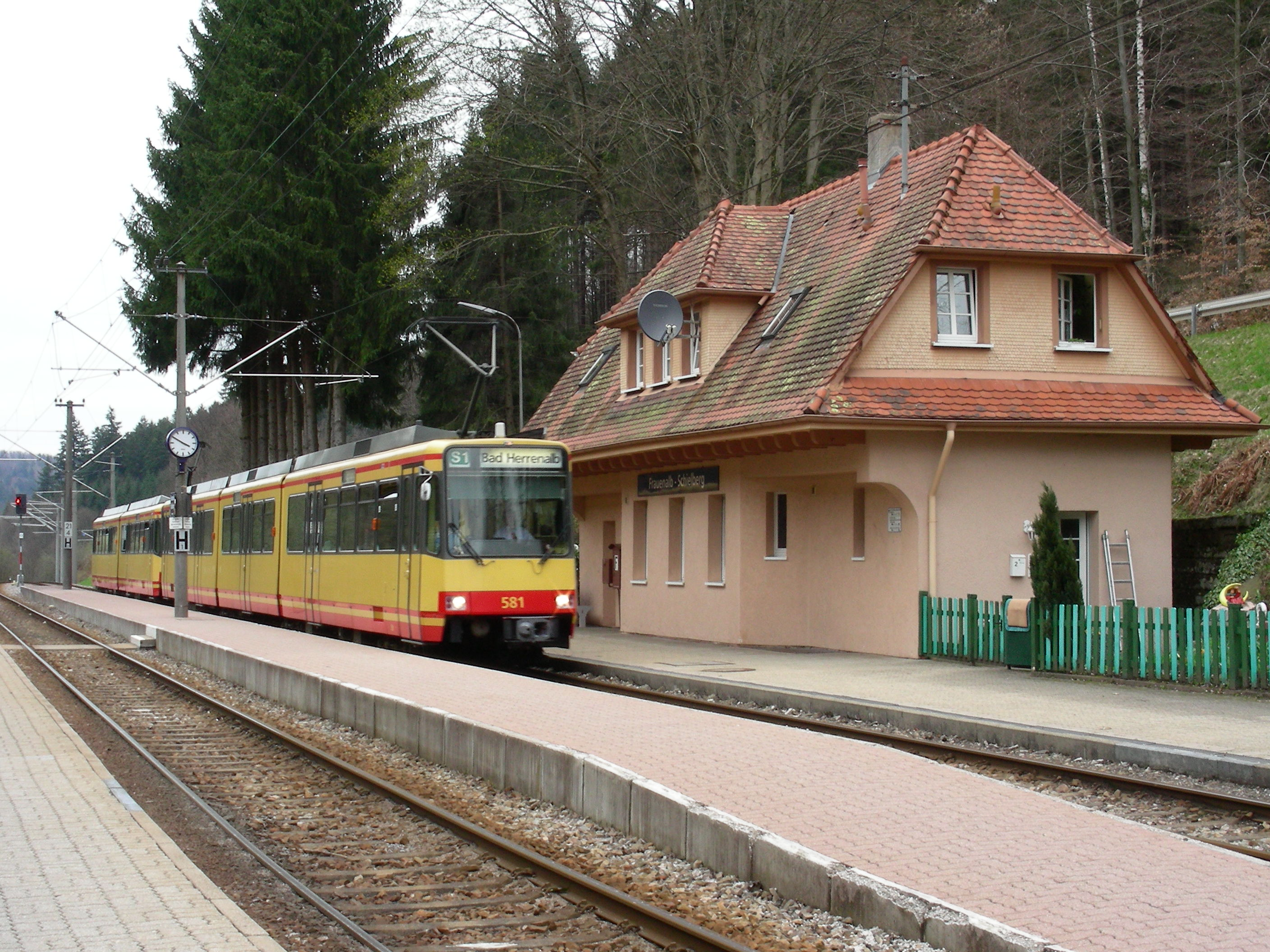
GT6-80C形（後方）との連結運用も存在した（2006年撮影）

## 参考資料
- Jochen Allgeier (2013年2月6日). Die Entstehung des Karlsruher Stadtbahnsystems 1957 bis 2004 (Report). Karlsruher Institut für Technologie. 2022年11月19日閲覧。